# Sergej Kozlov
Sergej Ivanovitsj Kozlov (Russisch: Сергей Иванович Козлов, Oekraïens: Сергій Іванович Козлов) (Krasnodon, 7 november 1963) was van 26 december 2015 tot aan de annexatie van Rusland op 30 september 2022 de minister-president van de zelfverklaarde Volksrepubliek Loegansk. Hij volgde de overleden interim-premier Gennadij Tsipkalov op.
Kozlov ging naar een militaire school. Van 1984 tot 1995 diende hij in de Sovjet-Unie en vervolgens in Oekraïne als vlieger en luchtvaartinstructeur. Van 1994 tot 2005 werkte hij bij het ministerie van Noodsituaties, onder meer als hoofd van de regionale afdeling van het district Krasnodon. Van 2009 tot 2012 werkte hij als ingenieur in de energiesector. Vanaf juni 2014 leidde Kozlov als plaatsvervangend commandant de volksmilitie van Loegansk. Kozlov verkreeg de rang van generaal-majoor.